# تذكرة الملوك
تذكرة الملوك هو كتاب دليل باللغة الفارسية كتبها ميرزا سامية للحكام الهوتكي بعد غزوهم أصفهان في عام 1722، والتي كانت عاصمة إيران الصفوية. جنبًا إلى جنب مع الدستور المولوق، فإنه يعمل وثيقة أساسية للهيكل الإداري للحكومة الصفوية.
قُتل العديد من كبار المسؤولين الصفويين على يد الحاكم الهوتاكي محمود هوتاك وشقيقه أشرف هوتاك، الذي دمرا أيضًا غالبية السجلات الصفوية. ومع ذلك، فقد بدأ محمود، الذي كان يحكم معظم إيران، يندم على أفعاله المتسرعة. لم يكن زعماء الغيلزاي غير مطلعين على الإجراءات البيروقراطية حيث خدموا لفترة طويلة حكامًا لقندهار في عهد الصفويين. ولذلك طلبوا المساعدة وأعادوا بناء البيروقراطية المركزية. حينها أمر محمود ميرزا سامي بتأليف تذكرة الملوك. وبحلول الوقت الذي انتهت فيه تذكرة الملوك، كان محمود قد مات، وبالتالي قُدّم الكتاب إلى خلفه أشرف.